# Osterreinen
Osterreinen ist ein Gemeindeteil der Gemeinde Rieden am Forggensee im Landkreis Ostallgäu (Regierungsbezirk Schwaben, Bayern).

## Geographie
Das Dorf Osterreinen liegt am Westufer des Forggensee in der Region Allgäu. Die nächstgelegene Stadt ist das ca. 4 km entfernte Füssen. Auf der gegenüberliegenden Seite des Sees befinden sich die Schlösser Neuschwanstein und Hohenschwangau.

## Geschichte
Rieden am Forggensee im heutigen Schwaben gehörte zum Hochstift Augsburg. Mit dem Reichsdeputationshauptschluss von 1803 kam der Ort zu Bayern. Im Zuge der Verwaltungsreformen in Bayern entstand mit dem Gemeindeedikt von 1818 die heutige Gemeinde.

Der neue Dorfplatz von Osterreinen 2013

Informationspavillon in Osterreinen 2013

Osterreinen wird 1302 erstmals urkundlich erwähnt. Der Ortsname leitet sich her von „der nach Osten gerichtete Rain (Hang)“. Die meisten Häuser Osterreinens befinden sich auch tatsächlich an einem Hang, der östlich zum Forggensee abfällt.
Als 1954 der Forggensee zum ersten Mal aufgestaut wurde, mussten auch einige Gebäude bei Ehrwang, einem kleinen Weiler direkt unterhalb von Osterreinen an der Alten Straße, aufgegeben werden. Ehrwang wurde bis dahin häufig als unteres Osterreinen bezeichnet, während das heutige Osterreinen oberes Osterreinen genannt wurde.

## Tourismus
Die Lage am Forggensee und die Nähe zu verschiedenen Attraktionen im Königswinkel hat Osterreinen zu einem beliebten Urlaubsort gemacht. So finden sich im Ort neben einigen Privatvermietern und Urlaub auf dem Bauernhof, ein Campingplatz mit Badestrand und ein eigener Bootshafen.
Am Ende eines Schutzdammes südlich des Segelhafens befindet sich der Leuchtturm „D’r Hartmut“. Mit 780,5 m ü. NHN ist er der höchstgelegene Leuchtturm Deutschlands.